# Oligosoma toka
Oligosoma toka là một loài thằn lằn trong họ Scincidae. Loài này được Chapple, Bell, Chapple, Miller, Daugherty & Patterson mô tả khoa học đầu tiên năm 2011.